# Lidingöloppet

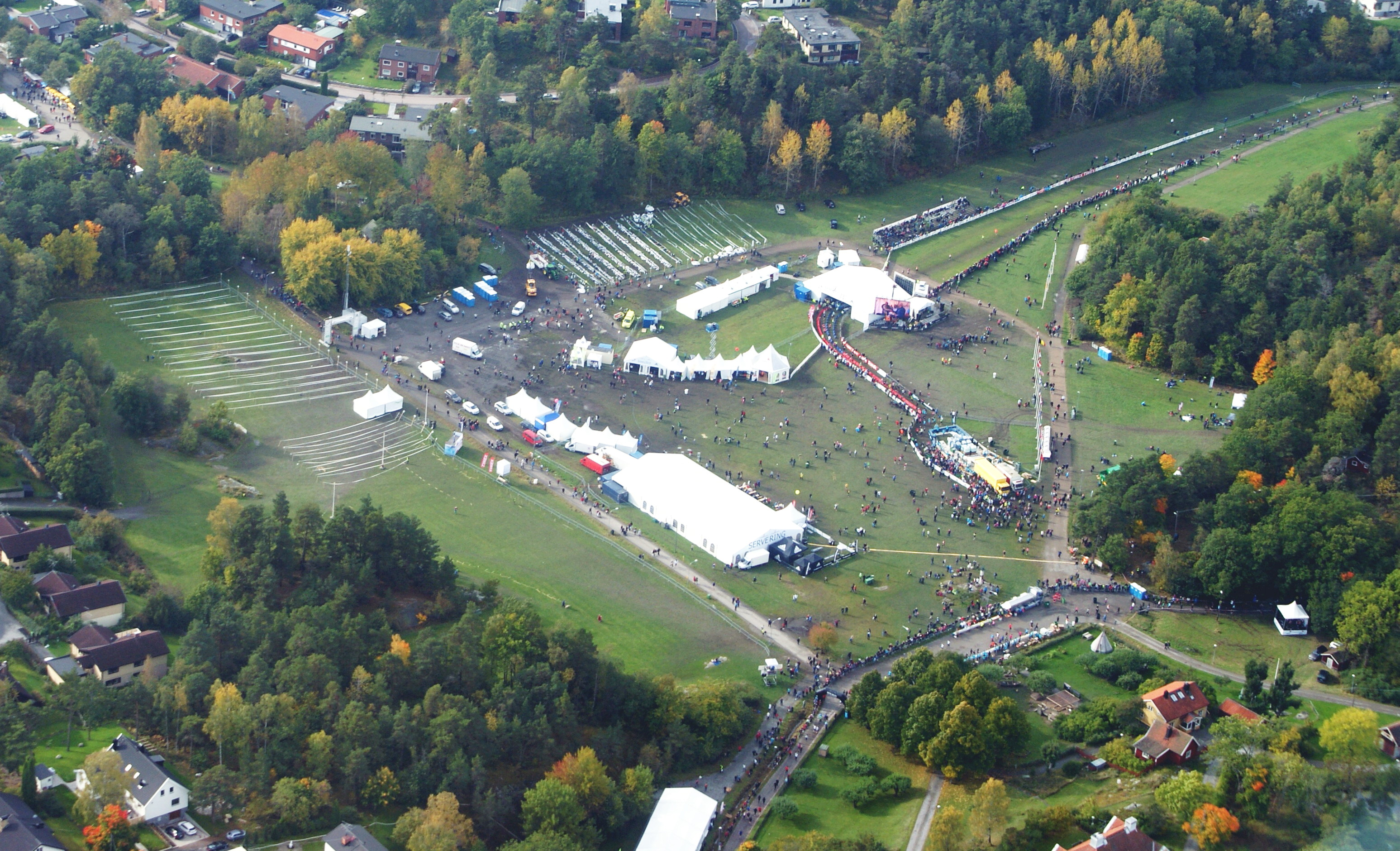
Lidingöloppet 2012, målområdet Grönsta gärde, sett från helikopter

Lidingöloppet är ett terränglopp som arrangeras på Lidingö varje år sedan 1965. Sett till antalet deltagare är Lidingöloppet sedan 1982 världens största terränglopp enligt Guinness rekord. Loppet ingår i En svensk klassiker och arrangeras av IFK Lidingö Friidrott samt IFK Lidingö Skid & Orienteringsklubb.
Lidingöloppet genomförs numera sista helgen i september varje år. 1965–1972 gick tävlingen andra söndagen i oktober, 1973–2001 första helgen i oktober med undantag för 1988 då tävlingen gick andra helgen i oktober med anledning av OS i Seoul. 
Tävlingen består av ett antal lopp för olika åldersgrupper och banlängd med början på fredagen och de sista loppen på söndagen. Huvudloppet är 30-kilometersloppet MK30 (där MK står för män och kvinnor) som utgår från Koltorps gärde och har sin målgång i Grönsta gärde.
I MK30 springer män och kvinnor gemensamt och deltagarna är, oavsett kön, indelade i grupper med olika starttider beroende på tidigare kvalifikationer.
Elitlöparnas tider ligger på cirka 1 timme och 40 minuter medan normaltränade motionslöpare brukar ligga på tider omkring 2,5–3 timmar.
Tider från olika år är inte direkt jämförbara eftersom förutsättningarna kan variera kraftigt, beroende på skiftande underlag och om banorna har varit utsatta för regn en längre tid. 
Numera lägger man mer eller mindre regelmässigt på grus på sträckor som har en tendens att bli leriga vid regnväder.

## Historia
Initiativtagarna till Lidingöloppet är Karl Axel Karlberg och Sven Gärderud, far till Anders Gärderud. Den ursprungliga idén att arrangera ett stort terränglopp för den vanlige motionslöparen, motsvarande Vasaloppet för den skidåkande motionären, kom dock från journalisten Sven Lindhagen på tidningen Idrottsbladet som publicerade en idéartikel om ett långlopp den 15 maj 1965. Till den första tävlingen 1965 anmälde sig 644 deltagare varav 538 kom till start och 512 fullföljde loppet. Antalet deltagare ökade snabbt för varje år. Så småningom ökade också antalet elitlöpare i takt med att prissumman ökade, vilket också höjde tävlingens status i betydande grad. Under de senaste åren har det totala antalet deltagare i Lidingloppshelgen stabiliserats till omkring 35 000. 2009 var antalet anmälda 38 047. Huvudklassen män (M30) och kvinnor (K30), 30 km har cirka 15 000 deltagare varav 20% kvinnor. Långdistanslöpare som studerar på Bosöns idrottshögskola brukar av tradition delta i Lidingöloppet. Sedan 1982 är Lidingöloppet noterat i Guinness Rekordbok som världens största terränglopp. Lidingöloppet 30 km är fysiskt krävande och anses även bland elitlöpare som jobbigt där huvudtaktiken ofta är att spara på krafterna i uppförsbackarna.
År 1967 tillkom ett 15-kilometerslopp för kvinnor med start vid Fågelöudde, distansen var 15 800 m och angavs till 16 km för att 1981, när fler ändringar skedde av lidingöloppsbanan, komma att anges som 15 km, eftersom banlängden nu var 15 300 m. Från 1998 när startplatsen för 15 km flyttats till Hustegaholm fick även motionärer under 50 år lov att starta på 15 km, mot att tidigare varit hänvisade till MK30, och 15-kilometersloppet kallas numera MK15. För åldersgrupperna män över 60 år och kvinnor över 50 år infördes 1973 distanserna 10 km. Ingen övre åldersgräns finns för deltagande i MK30, medan lägsta ålder är satt till 17 år. Sedan ett antal år är starten för MK15 flyttad till Koltorp (där MK30 startar), och MK15 är öppet för alla ålderskategorier. MK15 är numera 14 950 m långt. Det finns också tiokilometerslopp för äldre personer, juniorer och kvinnor. Kvinnornas tiokilometerslopp kallas Lidingö tjejlopp, förkortat LT10, och anses vara kvinnornas huvudlopp. LT10 avgörs på söndagen med start 13:30 (2012). Tiokilometersbanan startar under loppen på ett gärde i Grönsta parallellt med Grönstavägen, och mäter 9 840 m.

### Minnessten
En sten med en infälld platta av järn till minne av Lidingöloppets tillkomst finns uppförd på startområdet för loppen vid Koltorps gärde. Stenen restes till 35-årsjubileet den 3 oktober 1999. Järnplattan har följande text ingjuten; "Lidingöloppet/Världens största terränglopp/Start 30km/Startplats sedan 1966."

### Kranskullor/Kransmasar
År 1968 föreslog Göcke Kåremo att stora Lidingöloppet, 30 kilometer, borde ha en kranskulla. Hans dotter Elisabeth blev den första kranskullan. En krans delas ut till respektive segrare i klassen M30 och K30. Kranskullan koras traditionsenligt på fredagskvällen aktuell Lidingöloppshelg i Lidingö kyrka.
- 1968 Elisabeth Kåremo, IFK Lidingö
- 1969
- 1970 Inga-Britt Norgren, Dagens Nyheter ?
- 1971 Birgitta Thunell, IFK Lidingö Skid/O
- 1971 Lars-Eric Dahlstedt, IFK Lidingö Skid/O, kransmas
- 1972 Ann-Marie Nenzell, IFK Lidingö Friidrott
- 1972 Sten Jonsson, IFK Lidingö Friidrott, kransmas
- 1973 Anita Jonsson, IFK Lidingö Friidrott
- 1974
- 1975 Marika Gullberg, IFK Lidingö Friidrott
- 1976 Eva Englund (nu Tarandi), IFK Lidingö Skid/O
- 1977 Sophie Fahlbäck, IFK Lidingö Friidrott
- 1978 Ulrika Scharp, IFK Lidingö Skid/O
- 1979
- 1980 Kickan Megasanik (nu Österblom), Lidingö
- 1981 Susanne Embe, IFK Lidingö Friidrott
- 1982 Karin Bergström, IFK Lidingö Skid/O
- 1983
- 1984 Anna Gyllenstierna, IFK Lidingö Skid/O
- 1985 Annika Ericson, IFK Lidingö Friidrott
- 1986 Annika Dahlman, IFK Lidingö Skid/O
- 1987 Ann Bäckström, IFK Lidingö Friidrott
- 1988 Eva Lilja, IFK Lidingö Skid/O
- 1989 Katarina Hållberg, IFK Lidingö Friidrott
- 1990 Tina Olm, IFK Lidingö Skid/O
- 1991 Jessica Lindén, IFK Lidingö Friidrott
- 1992 Sussie Tistad, IFK Lidingö Skid/O
- 1993 Annica Sandström, IFK Lidingö Friidrott
- 1994 Christina Näsman, IFK Lidingö Skid/O
- 1995 Ylva Mattiasson, IFK Lidingö Friidrott
- 1996 Åsa Gahne (nu Spik), IFK Lidingö Skid/O
- 1997 Agneta Rosenblad, IFK Lidingö Friidrott
- 1998 Magdalena Danielsson, IFK Lidingö Skid/O
- 1999 Ida Sjöling, IFK Lidingö Friidrott
- 2000 Lina Karlberg, IFK Lidingö Skid/O
- 2001 Pia Wehlin (nu Isaksson), IFK Lidingö Friidrott
- 2002 Elin Dahlstedt, IFK Lidingö Skid/O
- 2003 Louise Gundert, IFK Lidingö Friidrott
- 2004 Emma Dahlstedt, IFK Lidingö Skid/O
- 2005 Charlotte Schönbeck, IFK Lidingö Friidrott
- 2006 Emma Tarandi, IFK Lidingö Skid/O
- 2007 Charlotte Brishammar, IFK Lidingö Friidrott
- 2008 Anna Tarandi (nu Furuheim), IFK Lidingö SOK
- 2009 Nadja Casadei, IFK Lidingö Friidrott
- 2010 Elisabeth Hansson, IFK Lidingö SOK
- 2011 Klara Bodinson, IFK Lidingö Friidrott
- 2012 Annica Gustafsson, IFK Lidingö SOK
- 2013 Sofia Öberg, IFK Lidingö Friidrott
- 2014 Hanna Adriansson, IFK Lidingö Friidrott[3]
- 2015 Emma Bjessmo, IFK Lidingö SOK
- 2016 Anna Silvander, IFK Lidingö Friidrott
- 2017 Jutta Jussila, IFK Lidingö SOK
- 2018 Malin Olsson, IFK Lidingö Friidrott, kranskulla och Øystein Kvaal Østerbø, IFK Lidingö SOK, kransmas
- 2019 Helena Karlsson, IFK Lidingö SOK, kranskulla och Andreas Otterling, IFK Lidingö Friidrott, kransmas
- 2020 Sara Melcherson, IFK Lidingö SOK, ingen officiell kranskulla p.g.a Covid-19 dock Sara fick dela ut kransar till elitloppet
- 2021 Rebecka Öberg, IFK Lidingö Friidrott, kranskulla och Rasmus Palmqvist Aslaksen, IFK Lidingö SOK, kransmas
- 2022 Anna Bachman, IFK Lidingö SOK, kranskulla och Fredrick Ekholm, IFK Lidingö Friidrott, kransmas
- 2023  Linda Skantze, IFK Lidingö Friidrott, kranskulla och Mårten Boström, IFK Lidingö SOK, kransmas
- 2024 Isabella Tapper, IFK Lidingö SOK, kranskulla och Simon Sundström, IFK Lidingö Friidrott, kransmas

### Plakett-, medalj- och diplomhistorik
Under Lidingöloppets elva första år erhöll de löpare som klarade plakettiden på 30 km samma bronsplakett som IFK Lidingös sektioner klubbmästare erhöll. En 37x48 mm stor plakett med idrottsguden Hermes huvud med vingar på huvudet och en mantelknut runt halsen. Texten runt huvudet var: I.F. LIDINGÖKAMRATERNA i relief, likaså LIDINGÖLOPPET längst ner.
Här skall också sägas att för att klara plaketten skulle man klara segrarens tid plus 30 %. Det innebar att plakettiderna de fem första åren var: 2.26.03, 2.17.04, 2.23.57, 2.18.22 och 2.12.33. Från och med 1973 bestämdes att plakettiden skulle vara fast på 2.15. Övriga klasser hade från början fasta plakettider.
Från 1976 när motivet på plaketterna byttes fick övriga deltagare en rund medalj med namnet Lidingöloppet och Lidingö i relief samt årtal, medaljen hade en diameter på 30 mm.
Underlaget till Lidingön i relief var ett vandringspris ”Silverön” som Anders Gärderud erövrade som bästa orienterare i klubben i början av 1960-talet, det priset var helt i silver och vägde mer än ett kilo
1981 när Lidingöloppet för första gången införde en egen logotyp, logotypen med de tre L:n i både Lidingö och i Loppet ändrades också typsnittet på tävlingens namn på både plakett och medalj. Detta motiv kom att bestå fram till och med 1988.
Från 1989 har Lidingöloppsmedaljerna haft motiv av skulpturer, eller detaljer ur skulpturer, av Lidingöbon Carl Milles i samarbete med Millesstiftelsen. Kopior av statyerna finns också uppställda på Millesgården på Lidingö. Medaljerna fick från det året också en storlek av 65 mm i diameter och försågs med ett blåvitt band i likhet med arrangörföreningarnas färger.
Medaljen som delas ut till de som slutför loppet var i brons, medan de som klarade plakettiden 2.15 (M30 km) fick medaljen i silver och segrarna en förgylld medalj. Lilla Lidingöloppets deltagare erhöll lika dana medaljer som lidingöloppsdeltagarna med en diameter på 50mm.

#### Medaljmotiv från 1989
- 1989   Till en annan värld
- 1990	Till en annan värld
- 1991	Till en annan värld
- 1992	Vingarna (tidigare vandringspris M 30 km)
- 1993	Faun med korpar ( tidigare vandringspris K 15 km), där det sattes upp 1982
- 1994	Bågskytten
- 1995	Vindarnas gudinna ( tidigare vandringspris i M 30 km, Enhörna IF erövrade det 1991, från 1951
- 1996	Aganippefontänen, från 1954
- 1997	Europa och tjuren från 1926
- 1998	Genius från 1932-40
- 1999	Danserskorna från 1914
- 2000	Bror och syster
- 2001	Solglitter från 1917-18
- 2002	Den flygande hästen, ett monument över Karl XII från 1932
- 2003	Diana från 1927-28
- 2004	”Skogsnymf” ur Människan och naturen från 1940
- 2005	Kenttaur med fåglar från 1950
- 2006	Guds hand från 1952-54
- 2007	Lek med fiskar från 1948
- 2008	Engelbrekt från 1926
- 2009	Skridskoprinsessan från 1949
- 2010	Jona och valfisken från 1932
- 2011	Detalj av Poseidon från 1930
- 2012	Systrarna, detalj ur Uppståndelsefontänen från 1932
- 2013	Lilla Najaden (detalj) från 1916
- 2014	Människan och Pegasus från 1949
- 2015	Heraldiskt lejon från 1923
- 2016	"Målaren", detalj ur Aganippefontänen från 1952-55
- 2017	Hylas från 1899
- 2018	Eurydike
- 2019	Springande rådjur 1927
- 2020	Noshörning från 1950
- 2021	Svala c:a 1950
- 2022 	Skogsgud med tre korpar
- 2023	Stegrande häst från 1948
- 2024	Ung älg från 1926

### Generalsekreterare
Tävlingsledare och generalsekreterare för Lidingöloppet:
När Sven Gärderud efter 10 år lämnade Lidingöloppet som tävlingsledare efterträddes han 1975 av Lars-Eric Dahlstedt som från 1978 var både generalsekreterare och tävlingsledare till sommaren 1999. Det året tog Erik Toll vid som kanslichef och Per Spik tjänstgjorde som tävlingsledare till 2003. 
- 1978–1999, Lars-Eric Dahlstedt
- 1999–2003, Erik Toll
- 2003–2010, Jan-Eric Österström
- 2010–2018, Tomas Hoszek
- 2019 - 2020, Ninna Engberg
- 2020 - 2022, Cecilia Gyldén
- 2023 -     ,Krister Svensson

## Lidingöloppets olika avdelningar
Lidingöloppet har flera olika evenemang, indelade efter sträcka och målgrupp.

### Lidingöruset
Lidingöruset är ett terränglopp för barn och vuxna med intellektuella funktionshinder. Loppet går på fredagen, och sträckorna är 1,7 kilometer respektive 4 kilometer. Sedan 2013 inkluderar klassen även ett Rullstolslopp på 1,5 kilometer.

### Lidingöstafetten
Lidingöstafetten är en stafett på fredagen, som framför allt samlar företagslag. Stafetten startade 1988 med sträcklängderna 10+4+4+4. Under åren 1997–2000 byttes 10 km:s sträckan ut mot 7,5 km. 2001–2002 blev det på nytt ändring på sträcklängderna då var sträckorna: 4-2,3-4-4. Åren 2003–2013 var sträckorna: 4+4+2+2, för att från 2014 vara 4+4+4+4. Från början fanns det nio olika branchklasser, vilka 2001 reducerades till sex. 2004 försvann branchklasserna helt för att i stället bli, herr-, dam- och mixedklass. Stafetten nådde sin topp 1992 med 1 104 fullföljande lag.

### Lidingö På Gång, Lidingö Stavgångslopp
Stavgångsloppet gick på fredagen, på sträckorna 4 och 10 kilometer. Fram till 2008 fanns det en 7,5-kilometerssträcka. 2013 byttes namnet från Lidingö Stavgångslopp till Lidingö På Gång sista loppet gick 2019 och byttes ut till Lidingö Femman.

### Lidingö Femman
Lidingö Femman går på fredagen, en sträcka på 5 kilometer med start och mål på Grönsta Gärde

### Lidingöloppet
- Lördag: Start Grönsta Gärde:
  - Olika åldersklasser, 4 kilometer respektive 10 kilometer (9 840 m).
- Lördag: Start Koltorps gärde:
  - Lidingloppet 15 kilometer (MK15, 15040 m), målgång på Grönsta gärde.
  - Stora Lidingöloppet 30 kilometer (MK30, startgrupp 1A: 30 194m, startgrupp 1B: 30246m, övriga startgrupper: 30 300m), målgång på Grönsta gärde.

### Lilla Lidingöloppet och Knatteloppet
- Söndag: Start Grönsta gärde:
  - Lilla Lidingöloppet, 1,7 kilometer, 3 kilometer respektive 6 kilometer
  - Knatteloppet 1,7 kilometer

### Rosa Bandet-loppet
Rosa Bandet-loppet (LT10, 9 840 m), målgång på Grönsta gärde. Hålls på söndagen under Lidingöloppshelgen. Tidigare gick detta lopp helgen innan Lidingöloppet. 
Loppet startade som Lidingö Tjejlopp 1993 som ett delmoment i Tjejklassikern. Från att kvinnornas 15 kilometerslopp tidigare varit kvinnornas huvudlopp blev Lidingö Tjejlopp från 2002 kvinnornas huvudlopp. Idag är loppet öppet för både kvinnor och män är del av En svensk klassiker - korta.

## Bansträckningar

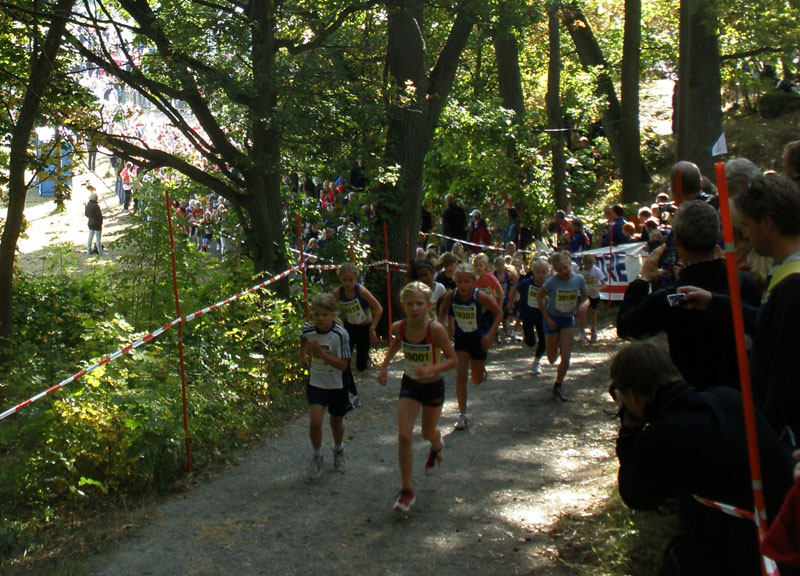
En av de jobbigaste backarna i Lidingöloppet är Grönstabacken. Den passeras av samtliga sträckor. Här är det flickor 9 år som kämpar uppför backen.

### 30-kilometersloppet
30 km-loppet går mestadels på breda grusförstärkta stigar och endast kortare sträckor är på grusvägar eller asfaltsbelagda cykel- och bilvägar. Loppet löps motsols. Start vid Koltorps gärde-Stockby/Trasthagen-Kottlasjön-Breviksbadet-Långängen -Killingebergets topp-Ekholmsnäs-Lidingövallen-Hustegaholm-Yttringe-Elfvik-Fågelöudde-Södergarn-Bosön-Grönsta gärde-Trolldalen-Norra Sticklinge-Abborrbacken-Södra Sticklinge-Lidingö golfbana-Målgång vid Grönsta gärde. Bansträckningen är markerad året runt med blå löpmarkeringar samt kilometerskyltar med banprofil och information från Lidingöloppet och Lidingö hembygdsförening.
Stigningen efter 25 km upp på Abborrberget i Sticklinge, den så kallade Abborrbacken, är välkänd som banans högsta backe med stigning från nästan havsnivå upp till 48 meter över havet på en sträcka av 550 meter. Partiet mellan 16,5 och 21,5 km har många korta upp- och nedförsbackar och tillhör banans jobbigaste partier. På en skylt uppsatt 2009 kallas detta parti Södergarnsbackarna, men begreppet Bosötvättbrädan förekommer också. Även backen efter 28 km vid Lidingö golfbana, kallad Karins backe, brukar upplevas som jobbig.
Startproceduren med startfållor gör att senare grupper får något längre sträcka. För eliten i startgrupperna 1A och 1B gäller banlängderna 30 194meter och 30 246meter. För löpare i startgrupperna 1C och högre gäller 30 300meter.

### 15-kilometersloppet
Sedan 2004 startar även 15-kilometersloppet, MK15 (sedan 2018 är längden 15 240 m, tidigare 14 950 m) på Koltorps gärde. Jämfört med MK30 genar MK15 vid Ekholmsnäs, Yttringe och strax efter Trolldalen. MK15 innehåller således inte den beryktade Abborrbacken.
År 1967 startade det första 15-kilometersloppet från Fågelöudde. Banlängden var 15,8 km och angavs till 16 km för att 1981 benämnas som 15 km (15 300 m), flera ändringar gjordes av lidingöloppsspåren detta år. 1998 fick 15-kilometersloppet en ny startplats vid Hustegaholm, norr om Elfviksvägen och 100 m väster Lidingöloppets 20 km-markering. År 2004 flyttades 15-kilometersstarten ännu en gång, nu till Koltorps gärde.

### 10-kilometersloppen
10-kilometersloppen (9 840 meter) har start och mål vid Grönsta gärde och går nästan helt längs MK30:s sista 10 km, populärt kallad "sista milen", och som inkluderar den beryktade Abborrbacken. Värt att notera: om man vill avverka sista milen som en full mil måste man starta vid den skylt som markerar 10 km-kvar, då gällande startplatsen för tiokilometersloppen gör banan till endast 9 840 m.

### Övriga lopp
Övriga lopp har start och mål vid Grönsta gärde och går olika slingor väster om Grönsta.

### Lidingöloppet MTB
Cykellopp på Lidingö. Kördes för första gången 2013 och sista gången 2021 loppet genomfördes på våren.

## Vinnare genom tiderna
Alla återgivna resultat baseras på Lidingöloppets egna arkiv.
| År   | Vinnare            | Nation         | Tid                  |
| ---- | ------------------ | -------------- | -------------------- |
| 1965 | Berndt Ekström     | Sverige        | 1:52:21              |
| 1966 | Tim Johnston       | Storbritannien | 1:45:26              |
| 1967 | Karl-Åke Asp       | Sverige        | 1:50:44              |
| 1968 | Rolf Hesselwall    | Sverige        | 1:46:26              |
| 1969 | Christopher Wade   | Sverige        | 1:41:58              |
| 1970 | Ingvald Midelf     | Sverige        | 1:45:00              |
| 1971 | Tapio Kantanen     | Finland        | 1:41:45              |
| 1972 | Reino Paukkonen    | Finland        | 1:40:51              |
| 1973 | Reino Paukkonen    | Finland        | 1:38:21              |
| 1974 | Rolf Hesselvall    | Sverige        | 1:42:00              |
| 1975 | Jukka Toivola      | Finland        | 1:40:10              |
| 1976 | Max Holmnäs        | Sverige        | 1:42:54              |
| 1977 | Jouni Kortelainen  | Finland        | 1:42:18              |
| 1978 | Lars Enqvist       | Sverige        | 1:41:03              |
| 1979 | Öivind Dahl        | Norge          | 1:38:05              |
| 1980 | Knut Kvalheim      | Norge          | 1:37:51              |
| 1981 | John Graham        | Storbritannien | 1:40:56              |
| 1982 | Jarl Gaute Aase    | Norge          | 1:38:23              |
| 1983 | Öivind Dahl        | Norge          | 1:39:34              |
| 1984 | Knut Kvalheim      | Norge          | 1:38:43              |
| 1985 | Jarl Gaute Aase    | Norge          | 1:38:25              |
| 1986 | Suleiman Nyambui   | Tanzania       | 1:36:38              |
| 1987 | Tommy Ekblom       | Finland        | 1:38:17              |
| 1988 | Tommy Ekblom       | Finland        | 1:37:26              |
| 1989 | Douglas Wakiihuri  | Kenya          | 1:36:10              |
| 1990 | Simon Robert Naali | Tanzania       | 1:37:45              |
| 1991 | Boniface Merande   | Kenya          | 1:38:41              |
| 1992 | Benson Masya       | Kenya          | 1:37:12              |
| 1993 | Josphat Ndeti      | Kenya          | 1:37:29              |
| 1994 | Benson Masya       | Kenya          | 1:37:02              |
| 1995 | Paul Evans         | Storbritannien | 1:36:01              |
| 1996 | William Musyoki    | Kenya          | 1:35:14              |
| 1997 | Isaac Chemobo      | Kenya          | 1:35:16              |
| 1998 | Isaac Chemobo      | Kenya          | 1:33:33              |
| 1999 | Barnabas Kosgei    | Kenya          | 1:36:01              |
| 2000 | Barnabas Kosgei    | Kenya          | 1:35:51              |
| 2001 | Francis Kirwa      | Kenya          | 1:39:49              |
| 2002 | Augustus Mbusya    | Kenya          | 1:36:51              |
| 2003 | Mustafa Mohamed    | Sverige        | 1:37:29              |
| 2004 | Mustafa Mohamed    | Sverige        | 1:40:47              |
| 2005 | Silas Sang         | Kenya          | 1:37:39              |
| 2006 | Johnstone Chebii   | Kenya          | 1:39:18              |
| 2007 | Joseph Kimisi      | Kenya          | 1:40:44              |
| 2008 | Mustafa Mohamed    | Sverige        | 1:37:10              |
| 2009 | Japhet Kipkorir    | Kenya          | 1:39:42              |
| 2010 | Japhet Kipkorir    | Kenya          | 1:36:30              |
| 2011 | Lewis Korir        | Kenya          | 1:34:54              |
| 2012 | Lewis Korir        | Kenya          | 1:35:26              |
| 2013 | Lewis Korir        | Kenya          | 1:35:23              |
| 2014 | Lewis Korir        | Kenya          | 1:37:13              |
| 2015 | William Morwabe    | Kenya          | 1:37:37              |
| 2016 | Japhet Kipkorir    | Kenya          | 1:37:52              |
| 2017 | Napoleon Solomon   | Sverige        | 1:38:47              |
| 2018 | Napoleon Solomon   | Sverige        | 1:37:42              |
| 2019 | Robel Fsiha        | Sverige        | 1:37:54              |
| 2020 | Linus Hultegård    | Sverige        | 1:43:45 "Elitloppet" |
| 2021 | Samuel Russom      | Eritrea        | 1:36:55              |
| 2022 | Samuel Tsegay      | Sverige        | 1:37:59              |
| 2023 | Diego Estrada      | USA            | 1:39:11              |
| 2024 | Ebba Tulu Chala    | Sverige        | 1:38:18              |

| År   | Vinnare             | Nation  | Tid     |
| ---- | ------------------- | ------- | ------- |
| 1996 | Malin Ewerlöf-Krepp | Sverige | 2:05:20 |
| 1997 | Heléne Willix       | Sverige | 1:56:55 |
| 1998 | Maria Andersson     | Sverige | 2:05:53 |
| 1999 | Jennie Åkerberg     | Sverige | 2:03:15 |
| 2000 | Annelie Södergårds  | Sverige | 2:10:26 |
| 2001 | Malin Ewerlöf-Krepp | Sverige | 2:02:04 |
| 2002 | Lena Gavelin        | Sverige | 1:53:13 |
| 2003 | Helena Olofsson     | Sverige | 1:58:26 |
| 2004 | Lena Gavelin        | Sverige | 1:54:43 |
| 2005 | Lena Gavelin        | Sverige | 1:58:39 |
| 2006 | Lena Gavelin        | Sverige | 2:00:00 |
| 2007 | Isabellah Andersson | Sverige | 1:57:34 |
| 2008 | Anna Rahm           | Sverige | 1:53:20 |
| 2009 | Malin Ewerlöf-Krepp | Sverige | 1:57:46 |
| 2010 | Ulrika Johansson    | Sverige | 2:00:40 |
| 2011 | Charlotte Karlsson  | Sverige | 2:02:55 |
| 2012 | Sandra Eriksson     | Finland | 1:59:54 |
| 2013 | Therese Olin        | Sverige | 1:57:50 |
| 2014 | Annelie Johansson   | Sverige | 1:57:28 |
| 2015 | Annelie Johansson   | Sverige | 1:58:15 |
| 2016 | Maria Larsson       | Sverige | 1:56:54 |
| 2017 | Maria Larsson       | Sverige | 1:55:19 |
| 2018 | Sylvia Medugo       | Kenya   | 1:53:00 |
| 2019 | Sylvia Medugo       | Kenya   | 1:51:56 |
| 2020 | Hanna Kumlin        | Sverige | 2:04:42 |
| 2021 | Sylvia Medugo       | Kenya   | 1:55:02 |
| 2022 | Sylvia Medugo       | Kenya   | 1:54:56 |
| 2023 | Carolina Johnson    | Sverige | 1:54:25 |
| 2024 | Carolina Wikström   | Sverige | 1:51:35 |

### Herrar 15 kilometer
| År   | Vinnare                                     | Nation        | Tid         |
| ---- | ------------------------------------------- | ------------- | ----------- |
| 2001 | Juha Helynen, Finland                       | Finland       | 55.54       |
| 2002 | Johan Lindgren, FK 013 Athletics, Linköping | Sverige       | 55.18       |
| 2003 | Anders Hemmyr, IFK Umeå                     | Sverige       | 55.53       |
| 2004 | Anders Hemmyr, IFK Umeå                     | Sverige       | 53.50       |
| 2005 | Mads Jacobsen, Danmark                      | Danmark       | 51.17       |
| 2006 | Pål Norman, Fredrikshovs IF                 | Sverige       | 55.31       |
| 2007 | Mathias Fredriksson, AXA Sportsclub         | Sverige       | 53.52       |
| 2008 | Tapani Virtanen, Helsingin Kisa-Veikot      | Finland       | 51.52       |
| 2009 | Fredrik Björklund, Hälle IF                 | Sverige       | 52.23       |
| 2010 | Niels Verwer, PricewaterhouseCoopers        | Nederländerna | 50.53       |
| 2011 | Jonn Are Myhren, IFK Lidingö SOK            | Norge         | 51.25       |
| 2012 | Fredrik Uhrbom, Spårvägens FK               | Sverige       | 49.47       |
| 2013 | Anders Kleist, IK Akele                     | Sverige       | 47.53       |
| 2014 | Mikael Ekvall, Strömstad Löparklubb         | Sverige       | 46.56       |
| 2015 | Betesfa Ayele, Etiopien                     | Etiopien      | 46.07       |
| 2016 | Betesfa Ayele, Etiopien                     | Etiopien      | 45.43       |
| 2017 | David Nilsson, Högby IF                     | Sverige       | 47.15       |
| 2018 | Abraham Adhanom, Eskilstuna FI              | Sverige       | 46.06       |
| 2019 | Emil Millán de la Oliva, Eskilstuna FI      | Sverige       | 47.06       |
| 2020 | Samuel Russom, IS Göta                      | Eritrea       | 45.37 @Elit |
| 2021 | Oliver Löfqvist, Spårvägens FK              | Sverige       | 47.26       |
| 2022 | David Nilsson, Högby IF                     | Sverige       | 46.45       |
| 2023 | David Nilsson, Högby IF                     | Sverige       | 47:27       |
| 2024 | Jonas Glans, Malmö AI                       | Sverige       | 45:58       |

### Damer 15 kilometer
| År    | Vinnare                              | Nation   | Tid         |
| ----- | ------------------------------------ | -------- | ----------- |
| 1967  | Barbro Tano                          | Sverige  | 1:12:01     |
| 1968  | Viola Ylipää                         | Sverige  | 1:05:34     |
| 1969  | Siv Larsson                          | Sverige  | 1:03:34     |
| 1970  | Siv Larsson                          | Sverige  | 1:02:31     |
| 1971  | Eva Olsson                           | Sverige  | 1:02:13     |
| 1972  | Irja Paukkonen-Pettinen              | Finland  | 1:01:02     |
| 1973  | Inger Knutsson                       | Sverige  | 57:19       |
| 1974  | Irja Paukkonen-Pettinen              | Finland  | 1:01:17     |
| 1975  | Inger Knutsson                       | Sverige  | 58:02       |
| 1976  | Grete Waitz                          | Norge    | 54:39       |
| 1977  | Grete Waitz                          | Norge    | 53:05       |
| 1978  | Grete Waitz                          | Norge    | 51:52       |
| 1979  | Grete Waitz                          | Norge    | 53:05       |
| 1980  | Grete Waitz                          | Norge    | 51:03       |
| 1981  | Grete Waitz                          | Norge    | 53:20       |
| 1982  | Grete Waitz                          | Norge    | 52:08       |
| 1983  | Grete Waitz                          | Norge    | 52:07       |
| 1984  | Grete Waitz                          | Norge    | 53:52       |
| 1985  | Grete Waitz                          | Norge    | 53:20       |
| 1986  | Grete Waitz                          | Norge    | 53:12       |
| 1987  | Ingrid Kristiansen                   | Norge    | 51:58       |
| 1988  | Grete Waitz                          | Norge    | 54:39       |
| 1989  | Angela Tooby                         | Wales    | 54:49       |
| 1990  | Angela Tooby                         | Wales    | 54:45       |
| 1991  | Yan-fang Wang                        | Kina     | 54:17       |
| 1992  | Tegla Loroupe                        | Kenya    | 53:22       |
| 1993  | Annemari Sandell                     | Finland  | 53:30       |
| 1994  | Tegla Loroupe                        | Kenya    | 53:23       |
| 1995  | Annemari Sandell                     | Finland  | 52:34       |
| 1996  | Sara Wedlund                         | Sverige  | 51:15       |
| 1997  | Annemari Sandell                     | Finland  | 52:19       |
| 1998  | Annemari Sandell                     | Finland  | 53:52       |
| 1999  | Annemari Sandell                     | Finland  | 54:35       |
| 2000  | Stine Larsen                         | Norge    | 54:47       |
| 2001* | Gunhild Haugen                       | Norge    | 56:08       |
| 2002  | Mia Dahlqvist, Sköldinge IF          | Sverige  | 1.03.28     |
| 2003  | Madeleine Ölfvingsson, Linköpings OK | Sverige  | 1.06.20     |
| 2004  | Katharina Sandström, IK Brånan       | Sverige  | 1.05.19     |
| 2005  | Linda Forsström, Finland             | Finland  | 1.04.03     |
| 2006  | Juha Korri, Finland                  | Finland  | 1.04.02     |
| 2007  | Juha Korri, Finland                  | Finland  | 1.04.30     |
| 2008  | Eva Nyström, Team Herbalife          | Sverige  | 59.32       |
| 2009  | Carin Rosjö, Jönköpings OK           | Sverige  | 1.05.55     |
| 2010  | Minna Nummela, Finland               | Finland  | 59.49       |
| 2011  | Anne Jääskeläinen, Finland           | Finland  | 1.01.05     |
| 2012  | Anna Rahm, Rånäs 4H                  | Sverige  | 57.51       |
| 2013  | Sara Holmgren, Sävedalens AIK        | Sverige  | 1.00.06     |
| 2014  | Therese Olin, Ullevi FK              | Sverige  | 58.46       |
| 2015  | Sara Holmgren, Sävedalens AIK        | Sverige  | 57.00       |
| 2016  | Alemi Tsegaye, Etiopien              | Etiopien | 53.39       |
| 2017  | Julie Larsson, Sarpsborg IL          | Sverige  | 57.28       |
| 2018  | Kristine Eikrem Engeset, Tjalve      | Norge    | 55.03       |
| 2019  | Anastasia Denisova, Sävedalens AIK   | Belarus  | 54.28       |
| 2020  | Charlotta Fougberg, Ullevi           | Sverige  | 52.10 @Elit |
| 2021  | Anastasia Denisova, Sävedalens AIK   | Belarus  | 54.02       |
| 2022  | Kristine Eikrem Engeset, Norway      | Norge    | 55.11       |
| 2023  | Lovisa Kissa                         | Uganda   | 55.54       |
| 2024  | Sara Schou Kristensen                | Sverige  | 54.17       |

- Notera: Separat lopp för kvinnor fram till 2001 och därefter tävlingsklass i det gemensamma loppet.

## Statistik

### Deltagare
År 2011 fanns det deltagare från 36 länder, varav 21 europeiska. Två tredjedelar av deltagarna kommer från orter utanför Storstockholm. En tredjedel av deltagarna är kvinnor.

### Genomsnittslöparen i Lidingöloppet
1980 gjorde Bosöns idrottsskola en undersökning hur den genomsnittlige löparens profil kunde se ut. Undersökningens resultat vad gäller de manliga deltagarna, ej inräknat elitlöpare:
- Medelålder 32 år.
- Löptränar regelbundet 2–3 gånger per vecka för motionens skull, för att hålla sig i fysisk trim.
- Springer 30 km loppet på mellan 2,5 och 3 timmar.
- Springer inte loppet i huvudsak för att vinna eller komma högt upp sin klass utan, för att det är roligt att delta och trimma sitt eget personliga rekord med draghjälp från andra deltagare.

### Funktionärer
Ungefär 2 500 funktionärer från arrangörsklubbarna och omkring 50 andra klubbar och organisationer hjälper till vid arrangemanget. Cirka 25 000 ideella arbetstimmar läggs.

### Antalet anmälda deltagare
| Lidingöloppshelgen (lördag–söndag) | Lidingöloppshelgen (lördag–söndag) |
| År                                 | Antal anmälda                      |
| ---------------------------------- | ---------------------------------- |
| 1965                               | 644                                |
| 1975                               | 6 772                              |
| 1985                               | 22 758                             |
| 1995                               | 28 414                             |
| 2005                               | 26 938                             |
| 2008                               | 34 775                             |
| 2009                               | 38 047                             |
| 2010                               | 39 744                             |
| 2011                               | 43 230                             |
| 2012                               | 44 114                             |
| 2013                               | 43 510                             |
| 2014                               | 44 993                             |
| 2015                               | 44 915                             |
| 2016                               | 40 778                             |
| 2017                               | 37 033                             |
| 2018                               | 35 706                             |
| 2019                               | 34 243                             |
| 2020                               | 7291                               |
| 2021                               | 16 809                             |
| 2022                               | 23 265                             |
| 2023                               | 26 610                             |
| 2024                               | 30 654                             |

### Rekord efter deltagarens ålder, 30 kilometer
| Ålder | År   | Namn                      | Nationalitet | Idrottsklubb    | Tid (h:m:s) |
| ----- | ---- | ------------------------- | ------------ | --------------- | ----------- |
| 85    | 2024 | Bo Källström              | Sverige      | Järfälla        | 5:59:38     |
| 84    | 2015 | Ingvar Nyqvist            | Sverige      | Växjö AIS       | 4:34:20     |
| 83    | 2004 | Yngve Johansson           | Sverige      | Västerviks OK   | 6:00:59     |
| 82    | 1988 | Erik Bergman              | Sverige      | IFK Lidingö     | 3:44:47     |
| 81    | 1987 | Erik Bergman              | Sverige      | IFK Lidingö     | 3:22:21     |
| 80    | 1986 | Erik Bergman              | Sverige      | IFK Lidingö     | 3:03:06     |
| 79    | 2003 | Olan Martin Linge Johnsen | Norge        | Granli CK       | 2:58:35     |
| 78    | 1991 | Arne Wahlqvist            | Sverige      | IFK Helsingborg | 3:21:18     |
| 77    | 1998 | Sverre Nilsen             | Sverige      | LFFI            | 2.53.14     |

## Bildgalleri

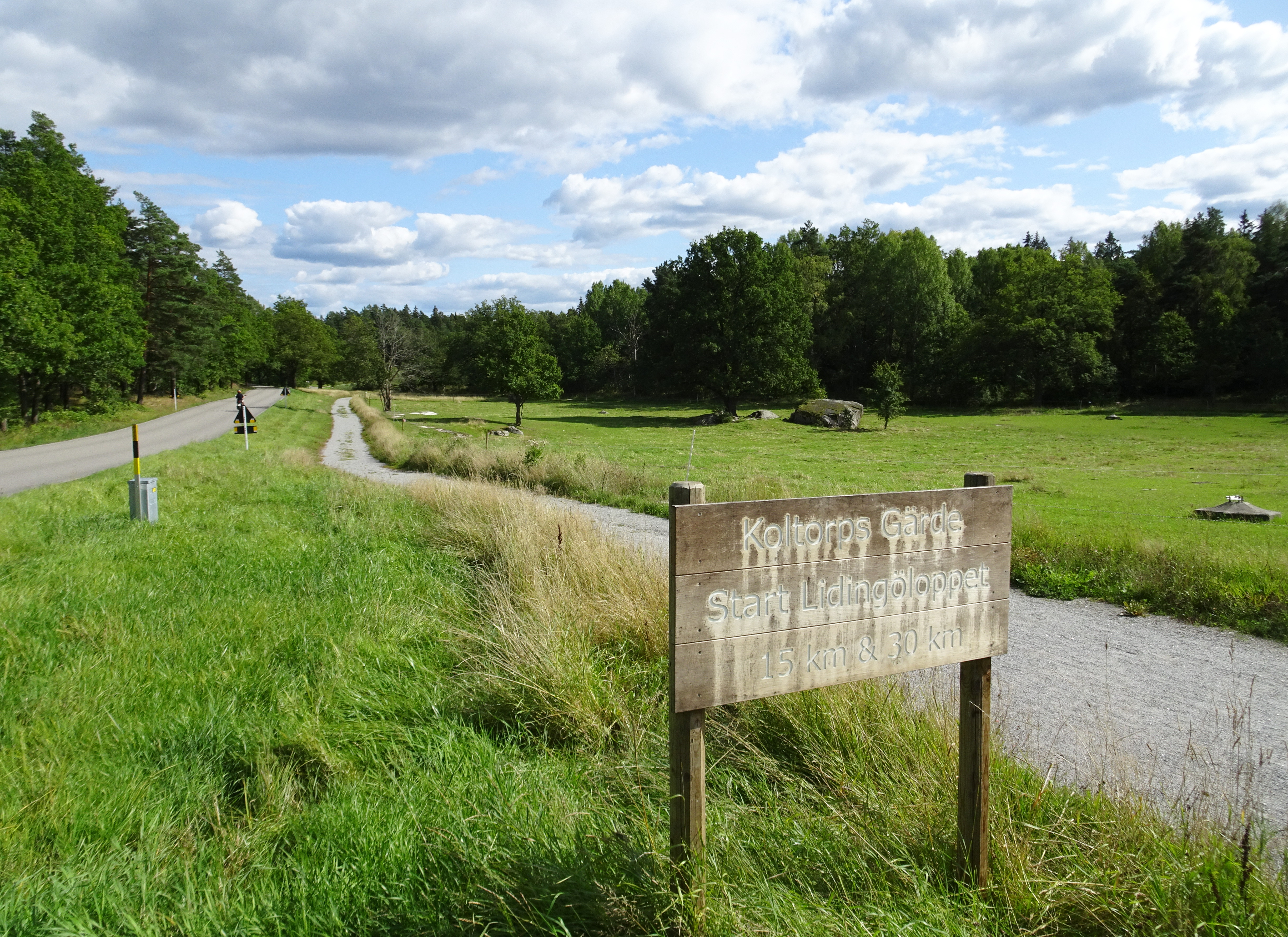
Startområdet, Kolstorps gärde.
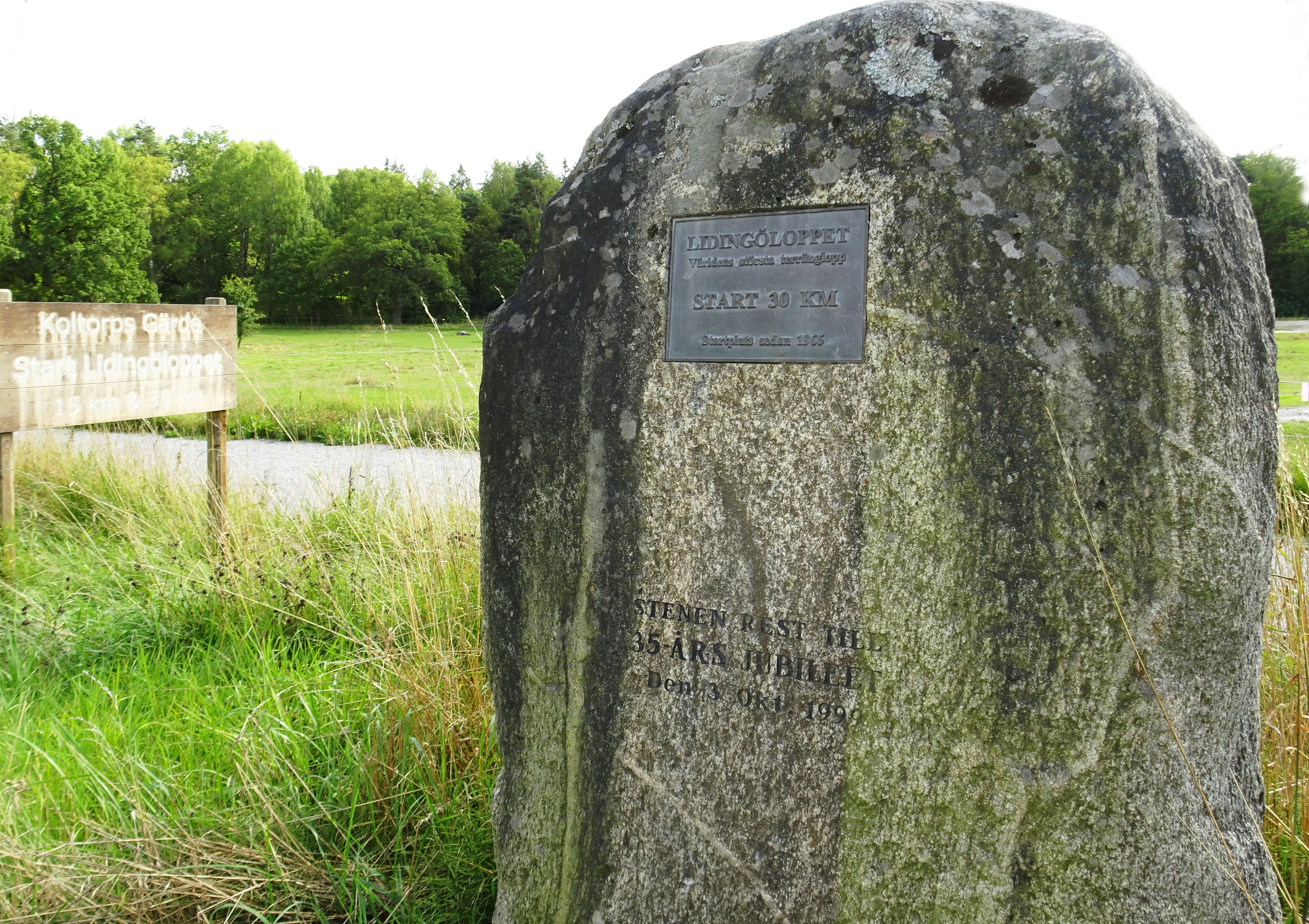
Minnessten vid Koltorps gärde över Lidingöloppets tillkomst 1965. Stenen restes 1999. Koordinater GPS, WGS 84: 59°21′36.60″N 18°10′36.01″Ö / 59.3601667°N 18.1766694°Ö.
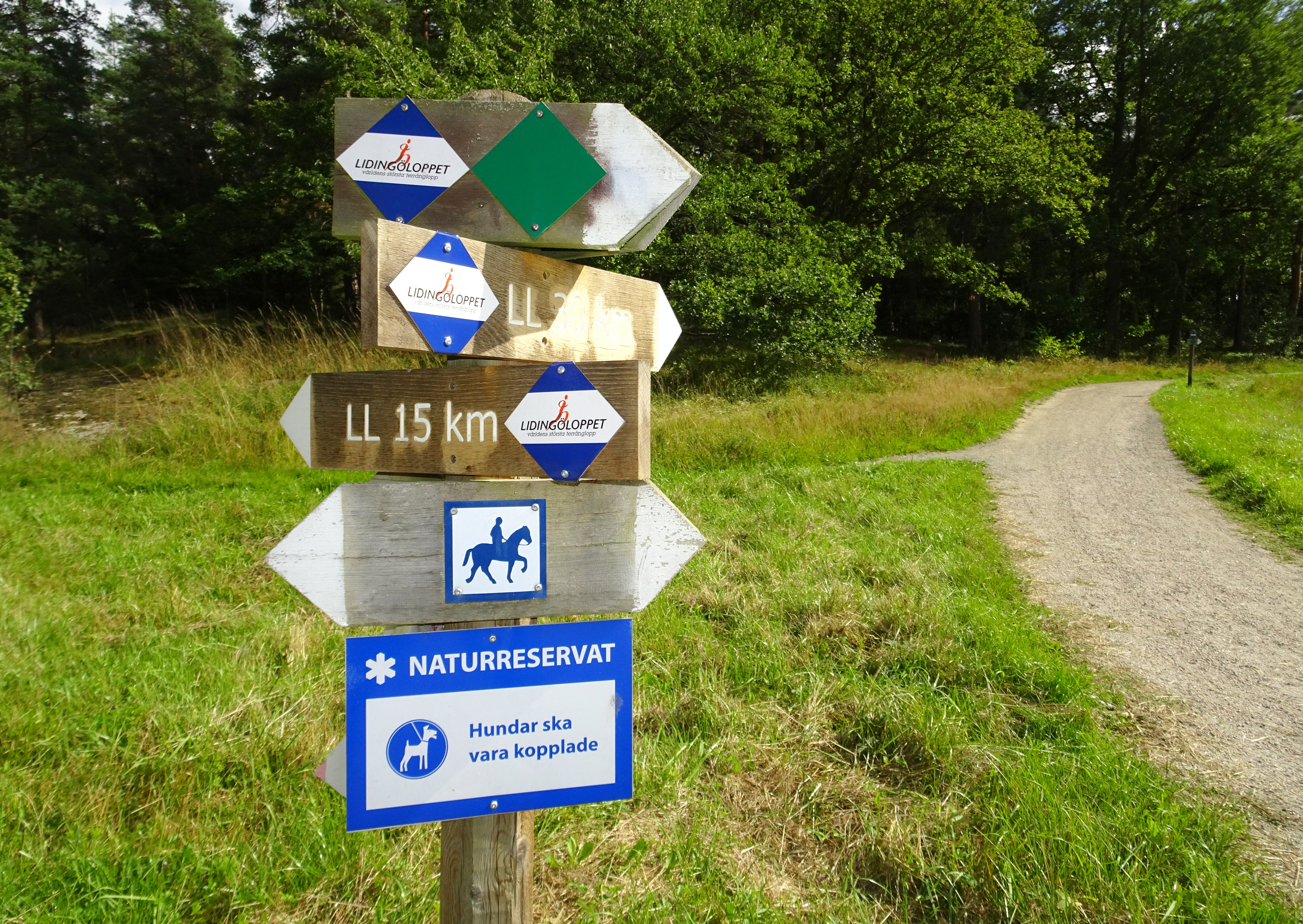
Löpmarkeringar nära Koltorps gärde.
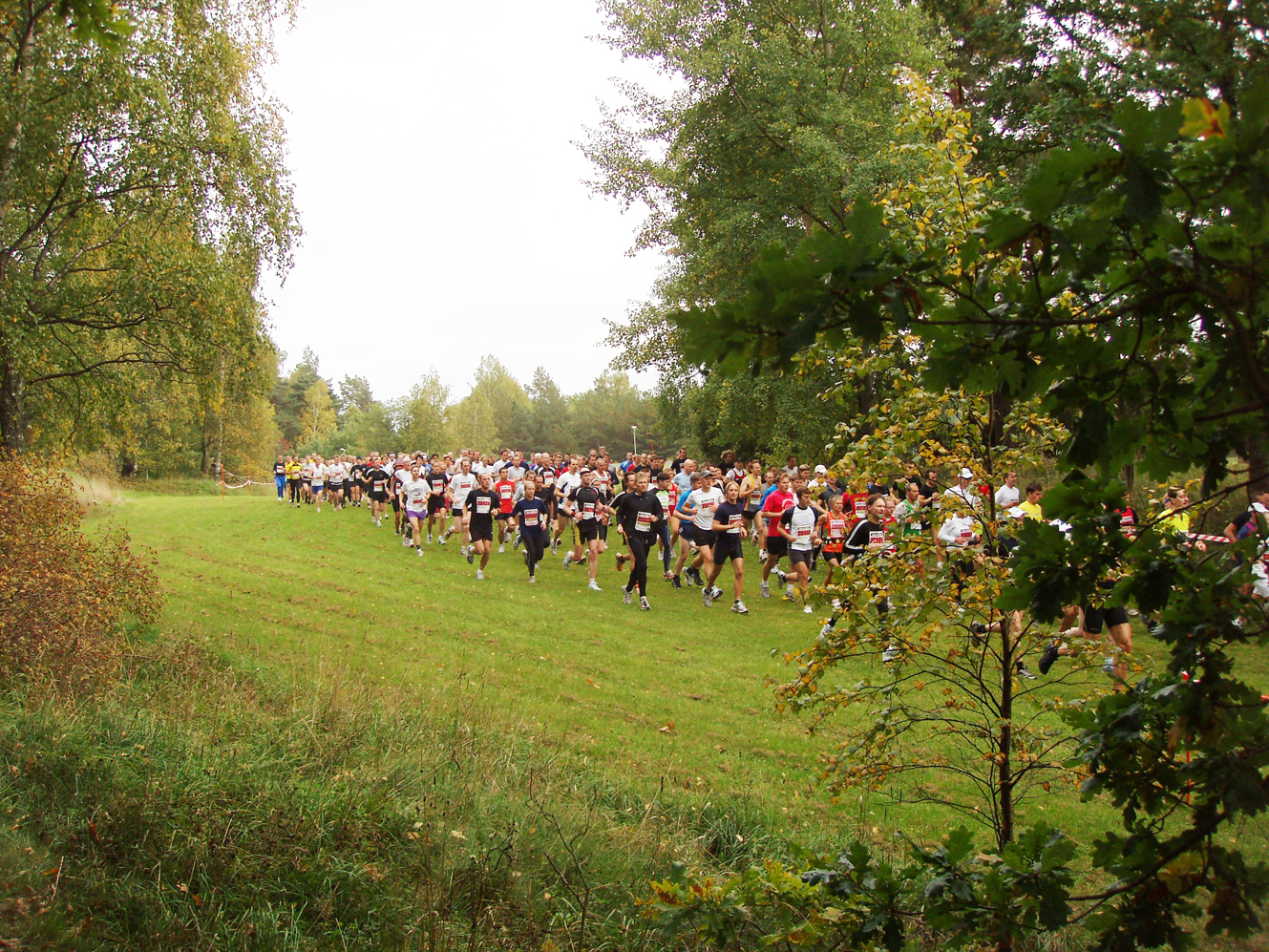
Lidingöloppet, 27 september 2008. Startgrupp 2, MK30, några minuter efter starten kl. 12:40 från Koltorps gärde. Vy från Stockby motionsgård.
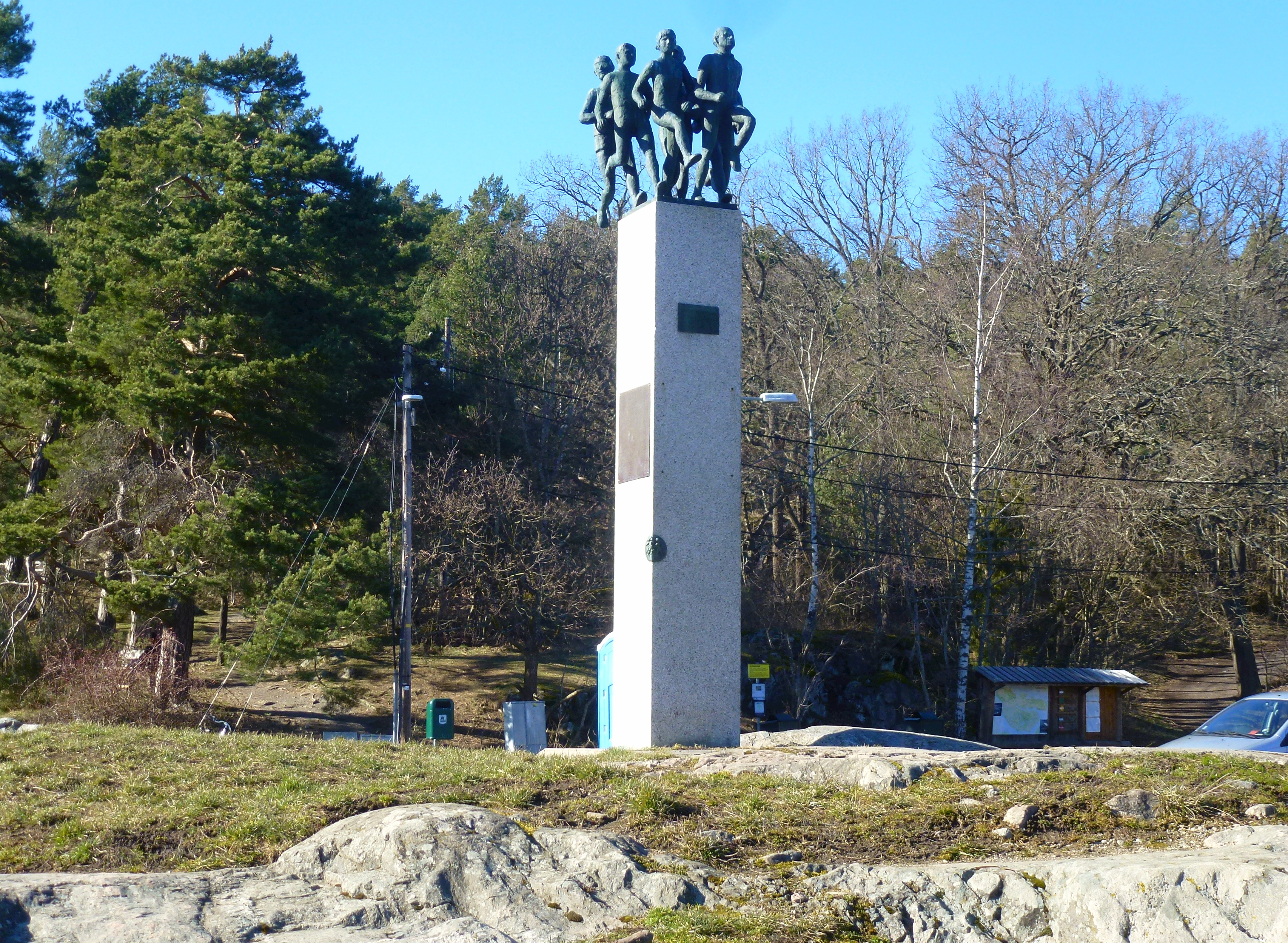
Löparmonumentet i målområdet vid Grönsta gärde, skulptur av Sven Lundqvist. Överlämnat till Lidingö stad av Lidingö hembygdsförening den 2 oktober 1994.

## Ekonomi och organisation
Lidingöloppet ägs och arrangeras av föreningarna IFK Lidingö Friidrottsklubb och IFK Lidingö Skid & Orienteringsklubb. Marknadsföringen handhas av Lidingöloppet Marknads AB. En startavgift tas ut för att få delta i Lidingöloppet. Ett 30-tal huvudsponsorer har avtal med Lidingöloppet Marknads AB, bland dessa ingår även Lidingö stad.

## Liknande lopp
Från 2008 till 2019 anordnades ett terränglopp motsvarande Lidingöloppet i Kina, i staden Changchun. Loppet kallades ursprungligen Lidingöloppet China men bytte 2011 namn till Vasa Cross Country Running Festival. Premiäråret (2008) anmälde sig 43 000 personer, trots att man satt en övre gräns på 20 000 deltagare.  Följande år (2009) deltog 12 000 löpare. Tävlingen i Kina har samma upplägg som det svenska Lidingöloppet, med ett terränglopp på 30 km i liknande terräng. Banan är dock mer kuperad än den i Sverige. Loppet hålls vid midsommartid och efterföljs av traditionellt svenskt midsommarfirande.[källa behövs] Loppen 2020, 2021, och 2022 fick ställas in på grund av Covid-19-pandemin, och tävlingens framtid är i dagsläget (2023) oklar.

### Fotnoter
1. ↑  ”Lidingöloppet”. Lidingö kommun. 20 juli 2023. https://www.lidingo.se/toppmeny/kulturfritid/idrottochtraning/lidingoloppet.4.280519311f6c25b56880008507.html. Läst 24 september 2023.
2. ↑  Sven Gärderud är far till Anders Gärderud.
3. ↑  ”Hanna Adriansson är årets kranskulla”. IFK Lidingö Friidrott. 25 augusti 2014. Arkiverad från originalet den 5 mars 2016. https://web.archive.org/web/20160305010353/http://www6.idrottonline.se/IFKLidingoFriidrottsklubb-Friidrott/Nyheter/IFK-nytt/HannaAdrianssonararetskranskulla/. Läst 28 september 2014.
4. ↑  ”Medaljsammanställning 1989”. Lidingöloppet. https://www.lidingoloppet.se/sv/om-oss/historik/medaljer/. Läst 24 september 2023.
5. ↑  ”Lidingöloppet presenterar: Årets medaljmotiv 2023”. Lidingöloppet. https://www.lidingoloppet.se/sv/Site/tcs-lidingoloppshelgen/nyheter/arets-medalj-2023/. Läst 24 september 2023.
6. ↑  Diskussionsforum på funbeat.se
7. ↑  ”Lidingöloppet - Resultat”. Lidingöloppet. https://www.lidingoloppet.se/sv/Site/tcs-lidingoloppshelgen/resultat-lidingoloppet/. Läst 25 september 2023.
8. ↑  ”www.ensvenskklassiker.com: Lidingöloppet i Kina!”. Arkiverad från originalet den 7 mars 2016. https://web.archive.org/web/20160307065835/http://www.ensvenskklassiker.se/docs/page22.html?article=154. Läst 7 maj 2020.
9. ↑  ”Arkiverade kopian”. Arkiverad från originalet den 21 december 2008. https://web.archive.org/web/20081221231412/http://www.nordicways.com/english/index.php/category-551.html. Läst 12 maj 2009.
10. ↑  www.ensvenskklassiker.com: Andra Lidingöloppet i Kina har genomförts!
11. ↑  ”Changchun Jingyuetan Forest Marathon”. Nordic Ways. https://www.vasarun.com/. Läst 13 april 2023.